# Ouragan Emily (2005)
Pour les articles homonymes, voir Cyclone tropical Emily.
L'ouragan Emily a été le 5e cyclone tropical et le 3e ouragan de la saison cyclonique 2005 sur l'océan Atlantique. Il a également été le 2e ouragan majeur (catégorie 3 ou plus) de la saison 2005. On avait déjà employé le nom Emily en 1981, 1987, 1993 et 1999.
Même si Emily a atteint la catégorie 5, la plus élevée, et a causé des dommages importants son nom ne fut pas retiré des listes de noms à utiliser pour les cyclones tropicaux par l'Organisation météorologique mondiale (OMM). C'était seulement le quatrième ouragan de cette catégorie depuis 1953, et le premier depuis Edith en 1971, à ne pas faire l'objet d'un tel retrait. Le nom fut donc réutilisé dans la liste des cyclones de 2011.

## Évolution météorologique

### Formation
Dans la soirée du 10 juillet 2005, la cinquième dépression tropicale de la saison 2005 s'est organisée au centre de l'océan Atlantique tropical. Tard le 11 juillet, le cyclone ayant acquis les caractéristiques d'une tempête tropicale, le National Hurricane Center la désigna Emily.
On avait d'abord prévu qu'Emily s'intensifierait rapidement et frapperait les Grandes Antilles, mais le cyclone se déplaça vers les Petites Antilles, demeurant une tempête tropicale modérée. Se déplaçant rapidement vers l'ouest, la tempête perdit de son intensité. Toutefois, l'ouragan Dennis, qui avait sévi quelques jours auparavant dans la mer des Caraïbes, avait laissé derrière lui des conditions propices au développement cyclonique. C'est ainsi qu'à la fin de la journée du 13 juillet, Emily s'intensifia rapidement et atteignit la puissance d'ouragan en passant près de Tobago.

### Maturité
Le 14 juillet, Emily frappa le nord de l'île de la Grenade. Le 15 juillet, entrant dans le sud-est de la mer des Caraïbes, Emily poursuivit son développement, malgré des conditions défavorables dans la région. Dans la matinée, la pression centrale chuta, la force des vents atteignit brièvement la catégorie 4. Emily connut des fluctuations d'intensité entre la catégorie 2 et 4.
Le 16 juillet, le cyclone Emily était devenu un fort ouragan de catégorie 4, avec des vents soutenus de 250 km/h. Quelques heures plus tard, Emily a atteint la catégorie 5 avec des vents de 260 km/h selon une réanalyse d'après saison. Emily devint de la sorte l'ouragan de cette catégorie qui s'est formé le plus tôt, 3 semaines avant le précédent record détenu par Allen. Il redescendit à la catégorie 4 quelques heures plus tard et maintint cette intensité le reste de la journée, passant près de la côte sud de la Jamaïque. Le 17 juillet, le cyclone passa près des Îles Caïmans, toujours aussi intense. L'ouragan Emily poursuivit son mouvement linéaire vers l'ouest-nord-ouest, se maintenant dans la catégorie 4.
Le 18 juillet, vers 2 h 30 EDT, le mur de l'œil d’Emily passa au-dessus de l'île de Cozumel avant de toucher terre près de Tulum, au Mexique, avec des vents soutenus de 230 km/h. Le centre du cyclone émergea dans le Golfe du Mexique plus tard dans la matinée. Emily avait faibli à la catégorie 1 en passant au-dessus de la Péninsule du Yucatán, avec des vents soutenus à 120 km/h.
Un séjour de plusieurs heures sur les eaux chaudes du Golfe du Mexique permit à l'ouragan Emily de s'intensifier de nouveau. Le soir du 19 juillet, Emily avait atteint la catégorie 3, avec des vents de 205 km/h.

### Dégénérescence
À l'approche du nord-est mexicain, les conditions étaient favorables à une intensification, mais Emily conserva son intensité. Le 20 juillet, à 6 h 0 CDT, l'ouragan toucha terre près de San Fernando dans l'État de Tamaulipas, toujours en catégorie 3. Après avoir traversé le nord-est du Mexique et perdu ses caractéristiques tropicales, Emily se dissipa au-dessus des montagnes de la Sierra Madre Orientale le 21 juillet.

## Préparation
À l'approche de l'ouragan Emily, les autorités ont évacué des dizaines de milliers de résidents et touristes des secteurs côtiers de la Péninsule du Yucatán : Cancún, la Riviera Maya, l'île de Cozumel. Les hôtels ont aussi été évacués. Dans le nord-est du pays, les autorités ont évacué les 18 000 résidents des villages et villes côtiers de l'État de Tamaulipas.

## Impact
| Pays       | Morts | Dommages ($US de 2005) |
| Grenade    | 1     | 110,4 millions         |
| Jamaïque   | 5     | 65 millions,           |
| Haïti      | 5     | N/D                    |
| Honduras   | 1     | N/D                    |
| Mexique    | 5,    | 834,3 millions         |
| États-Unis | 0     | 4,8 millions,          |
| Total      | 17    | 1,014 milliard         |

### Grenade
L'ouragan Emily a causé une mortalité et des dommages significatifs dans la partie nord de l'île, en particulier autour de Carriacou, affectée en 2004 par le puissant ouragan Ivan. Les autorités ont estimé les dommages à 110 millions de dollars.

### Haïti
Haïti a connu de fortes pluies avec le passage de l'ouragan, ce qui a provoqué de graves inondations dans la ville côtière de Saint-Marc et ses environs. Selon la Croix-Rouge haïtienne (HNRCS), en collaboration avec la Croix-Rouge française, il a été indiqué que cinq personnes sont mortes (dont quatre nourrissons), une personne disparue et trente enfants furent blessés.

### Jamaïque
Des glissements de terrain ont été rapportés dans l'est du pays, provoqués par les pluies diluviennes accompagnant Emily. Les autorités jamaïcaines ont rapporté 5 décès et des dommages de 65 millions $US,.

### Mexique

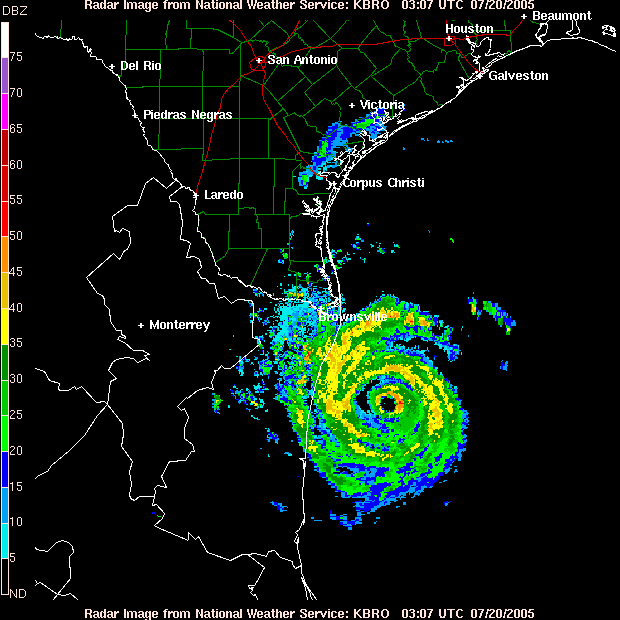
Précipitations d’Emily vues par le radar NEXRAD de Brownsville (Texas). On peut voir l’œil de la tempête alors un ouragan de catégorie 3 s'approchait de la côte mexicaine.

Avant l'arrivée de l'ouragan, deux pilotes d'hélicoptère sont morts dans l'écrasement de leur appareil lors de l'évacuation des plates-formes pétrolières de Pemex et un résident d'origine allemande a été électrocuté sur le toit de sa résidence à Playa del Carmen. Frappant la péninsule du Yucatán le 18 juillet en tant qu'ouragan de catégorie 4, avec des vents de 215 km/h, les dommages furent confinés à une petite zone autour du centre d’Emily. Les zones de Playa del Carmen, Tulum et Cozumel ont subi l'impact le plus sévère. Dans quelques cas, les poteaux électriques en béton furent cassés en deux par les fortes rafales de vent.
En raison du mouvement relativement rapide de l'ouragan, les précipitations furent assez légères, culminant à 120 mm. Peu de rapports météorologiques existent pendant le passage d’Emily au Yucatán, bien qu'une station non officielle ait enregistré une onde de tempête de 4,6 m à San Miguel, Cozumel. Le long du continent, les hauteurs étaient généralement inférieures à 1 mètre. De plus, les vagues ont atteint 4 mètres, entraînant une certaine érosion des plages et des dommages aux dunes et aux récifs coralliens. Des murs de soutènement soutènement ont subi des dommages sur environ 1 kilomètre, laissant les zones vulnérables aux inondations des futures tempêtes.
Les vents violents produits par Emily ont causé un impact considérable au Quintana Roo, en particulier dans la municipalité de Solidaridad , laissant près de 200 000 résidences sans électricité. En termes de dommages structurels, 851 maisons furent touchées à des degrés divers. Environ 5 400 hectares de forêts et de terres agricoles furent touchées par la tempête; certains sections ayant subi une totale défoliation. Les pertes les plus importantes associées à l'ouragan sont imputables à l'industrie du tourisme, les hôtels subissant 947 millions de pesos (88,7 millions de dollars) de dommages. Plus de 12 500 chambres, soit près d'un cinquième des infrastructures hôtelières disponibles dans l'État, ont subi des dommages. Globalement, les dégâts dans l'État ont atteint 1,11 milliard de pesos (104,3 millions de dollars). Les communications avec la Riviera Maya ont été fortement perturbées. Les services de téléphonie mobile, de téléphonie terrestre et d'électricité ont été coupés par l'ouragan.
La deuxième frappe d’Emily en tant qu'ouragan de catégorie 3 a causé des dommages importants à la côte nord-est du Mexique. Dans la communauté de pêcheurs de Laguna Madre, plus de 80 % des bâtiments furent détruits par l' onde de tempête. Plusieurs communautés sur la côte éloignée de Tamaulipas furent isolées après la tempête, et d'importantes inondations côtières furent signalées accompagnées de gros dégâts par le vent dont de nombreuses maisons détruites. Des inondations à l'intérieur des terres ont également été signalées à Monterrey.
Les dommages au Mexique se sont élevés à 8,87 milliards de pesos (834,3 millions de dollars).

### États-Unis

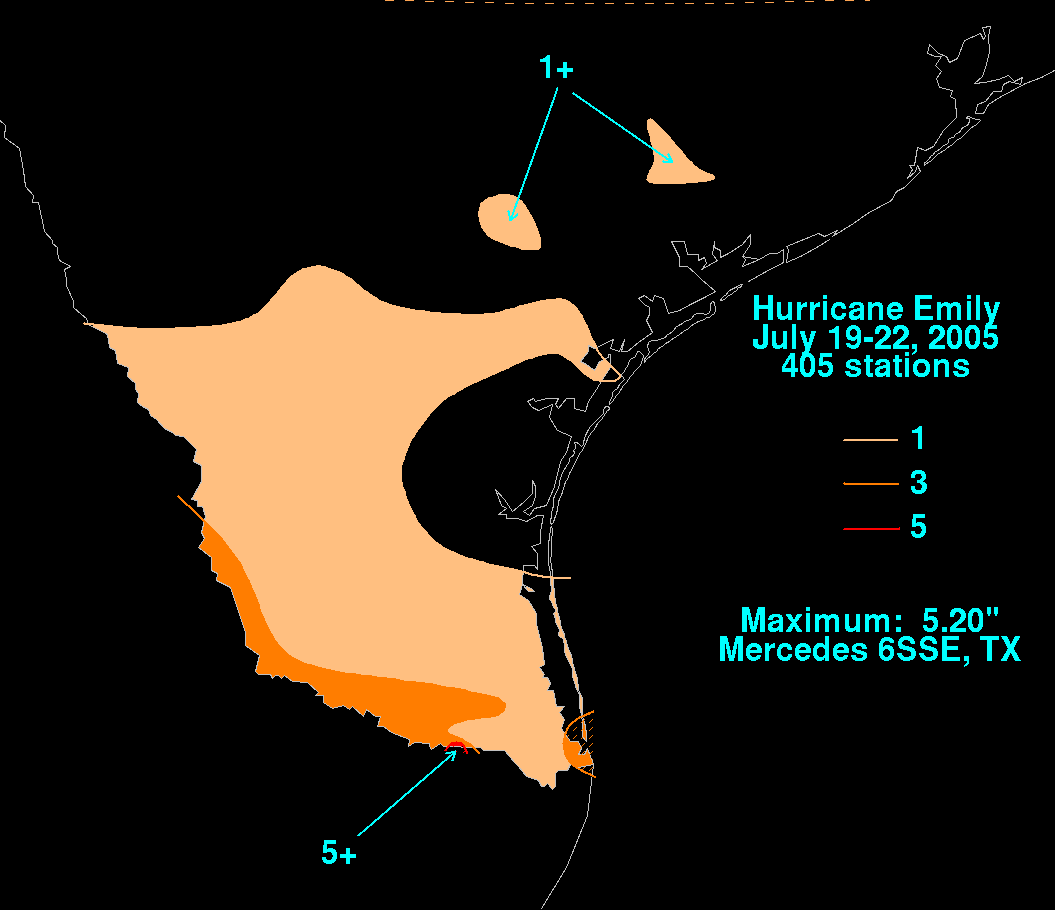
Accumulations de pluie avec Emily au Texas (max. 132 mm).

Au Texas, le passage des restes de l'ouragan Emily ont donné des bénéfiques, les pluies fortes arrosant le sud de l'État américain ont mis fin à un épisode de sécheresse. Des parties de l'État ont connu des rafales pouvant atteindre 100 km/h, entraînant des dommages épars au toit des maisons. Le long de la côte, une onde de tempête de 1,30 m a inondé des sections de la route Texas State Highway 100. Aucun dommage structurel significatif ne fut signalé, bien que certains arbres soient tombés et que plus de 30 000 clients aient perdu de l'électricité.
Les précipitations de la tempête ont culminé à 5,2 pouces (132 mm) à Mercedes (Texas). De plus, huit tornades ont touché le Texas dans le sillage de l'ouragan, endommageant ou détruisant plusieurs maisons. Les pertes agricoles au Texas se sont élevées à 4,7 millions de dollars, tandis que les pertes immobilières ont atteint 225 000 $US.